# Saint-Thonan
Saint-Thonan (bret. Sant-Tonan) – miejscowość i gmina we Francji, w regionie Bretania, w departamencie Finistère.
Według danych na rok 1990 gminę zamieszkiwały 1083 osoby, a gęstość zaludnienia wynosiła 96 osób/km² (wśród 1269 gmin Bretanii Saint-Thonan plasuje się na 546. miejscu pod względem liczby ludności, natomiast pod względem powierzchni na miejscu 793.).